# Macrocarpaea apparata
Macrocarpaea apparata är en gentianaväxtart som beskrevs av Jason Randall Grant och Struwe. Macrocarpaea apparata ingår i släktet Macrocarpaea och familjen gentianaväxter. Inga underarter finns listade i Catalogue of Life.